# Колоб (лёд)
Колоб или колобина — региональное понятие, распространённое у беломорских поморов в Архангельской области. Под этим названием фигурирует прибрежный участок морской поверхности, которая плотно заполнена ледяными массами и на которой во время отливов не возникает периодических разводий или разрежений. Возникновение таких районов обусловлено особенностями береговой линии, подводным рельефом дна и появляющимся благодаря этому сложным завихрениям морских течений.